# Списак генерала и адмирала ЈНА: Т
Списак генерала и адмирала Југословенске народне армије (ЈНА) чије презиме почиње на слово Т, за остале генерале и адмирале погледајте Списак генерала и адмирала ЈНА.
- Франц Тавчар (1920—2002) генерал-пуковник. Активна служба у ЈНА престала му је 1980. године. Народни херој.
- Душан Тадин (1917—2002) контра-адмирал. Активна служба у ЈНА престала му је 1965. године.
- Момир Талић (1942—2003) генерал-мајор.[б]
- Рајко Танасковић (1917—1984) генерал-пуковник. Активна служба у ЈНА престала му је 1977. године.
- Милан Танкосић (1912—1971) генерал-мајор. Активна служба у ЈНА престала му је 1964. године.
- Бранко Тањга (1919—1988) генерал-мајор. Активна служба у ЈНА престала му је 1967. године.
- Јоцо Тарабић (1916—1995) генерал-потпуковник. Активна служба у ЈНА престала му је 1974. године. Народни херој.
- Енес Тасо (1946—2018) генерал-мајор.[в]
- Бранко Тацовић (1920—2006) генерал-мајор. Активна служба у ЈНА престала му је 1973. године.
- Велимир Терзић (1908—1983) генерал-пуковник. Активна служба у ЈНА престала му је 1959. године.
- Гојко Тинтор (1919—2002) генерал-мајор. Активна служба у ЈНА престала му је 1972. године.
- Небојша Тица (1934—2020) генерал-потпуковник.[г]
- Бошко Тодоровић (1926) генерал-мајор.
- Спасоје Тодоровић (1927-2021) генерал-потпуковник.
- Војин Тодоровић (1911—1961) генерал-потпуковник. Народни херој.
- Војо Тодоровић Лерер (1914—1990) генерал-пуковник. Активна служба у ЈНА престала му је 1974. године. Народни херој.
- Петар Томац (1899—1973) генерал-мајор. Активна служба у ЈНА престала му је 1959. године.
- Мирко Томић (1925) генерал-мајор. Активна служба у ЈНА престала му је 1981. године.
- Иво Томниц (1934—1992) генерал-потпуковник. Активна служба у ЈНА престала му је 1991. године.
- Јанез Томшич (1909—1987) контра-адмирал. Активна служба у ЈНА престала му је 1964. године.
- Звонимир Тонковић (1932) генерал-мајор. Активна служба у ЈНА престала му је 1991. године.
- Милоје Тописировић (1914) генерал-мајор. Активна служба у ЈНА престала му је 1970. године.
- Фердинанд Топлак (1922) генерал-потпуковник. Активна служба у ЈНА престала му је 1980. године.
- Милан Торбица (1939—2008) генерал-потпуковник.[д]
- Србољуб Трајковић (1940) генерал-мајор.[ђ]
- Томислав Трајчевски генерал-потпуковник. Активна служба у ЈНА престала му је 1992. године.
- Данило Трампуш (1901—1992) генерал-мајор.
- Илија Трбовић (1927—1995) генерал-мајор.
- Дмитар Трбојевић (1933—2003) генерал-потпуковник авијације.
- Фабијан Трго (1924—2008) генерал-потпуковник.
- Богдан Трговчевић (1912—1996) генерал-мајор. Активна служба у ЈНА престала му је 1969. године.
- Саво Трикић (1915—2001) генерал-потпуковник. Активна служба у ЈНА престала му је 1973. године.
- Михаијло Трифковић (1935) генерал-мајор. Активна служба у ЈНА престала му је 1991. године.
- Владимир Трифуновић (1938—2017) генерал-мајор.[е]
- Миле Тркуља (1921—2012) генерал-мајор. Активна служба у ЈНА престала му је 1977. године.
- Милан Трнинић (1918) генерал-мајор. Активна служба у ЈНА престала му је 1969. године.
- Теодор Троха (1933) генерал-потпуковник.[ж]
- Љубо Трута (1915—1991) адмирал. Активна служба у ЈНА престала му је 1975. године. Народни херој.
- Фрањо Туђман (1922—1999) генерал-мајор. Активна служба у ЈНА престала му је 1961. године.[з]
- Симеон Туманов (1943) генерал-мајор.[и]
- Мирко Турић (1921—2008) генерал-мајор. Активна служба у ЈНА престала му је 1967. године.
- Франц Турнер (1916—1997) генерал-мајор. Активна служба у ЈНА престала му је 1969. године.
- Андрија Тус (1915) генерал-потпуковник. Активна служба у ЈНА престала му је 1973. године.
- Антон Тус (1931—2023) генерал-пуковник авијације. Активна служба у ЈНА престала му је 1991. године.[ј]